# Ctenitis baulensis
Ctenitis baulensis är en träjonväxtart som beskrevs av Alan Reid Smith. Ctenitis baulensis ingår i släktet Ctenitis och familjen Dryopteridaceae. Inga underarter finns listade.